# ATRAN
ATRAN (russe : ООО «Атран») est une compagnie aérienne de fret basée à Moscou, en Russie. Elle opère des vols cargo affrétés en Europe, en Russie et dans la CEI. Sa base principale est l’aéroport de Domodedovo à Moscou.

## Histoire
La compagnie aérienne a été créée et a commencé ses opérations en 1942 en tant qu’agence d’Aeroflot sous le nom de Moscow Aviation Enterprise. La fonction initiale de la compagnie était la livraison de pièces détachées pour les avions.
En 1962, la compagnie a commencé à exploiter des gros cargos, et dans les années 1980 disposait d’une flotte de 29 appareils couvrant l’ensemble de l’Union soviétique tout en changeant de nom pour Transport Aviation. En 1990, la société fut créée comme première compagnie aérienne indépendante de l’Union soviétique, changeant simultanément son nom pour Aviatrans. Elle est devenue une société anonyme privée en 1993. En janvier 1997, le nom ATRAN a commencé à être utilisé.
En septembre 2023, Atran a repris ses opérations après l’acquisition de deux cargos An-12.

## Flotte

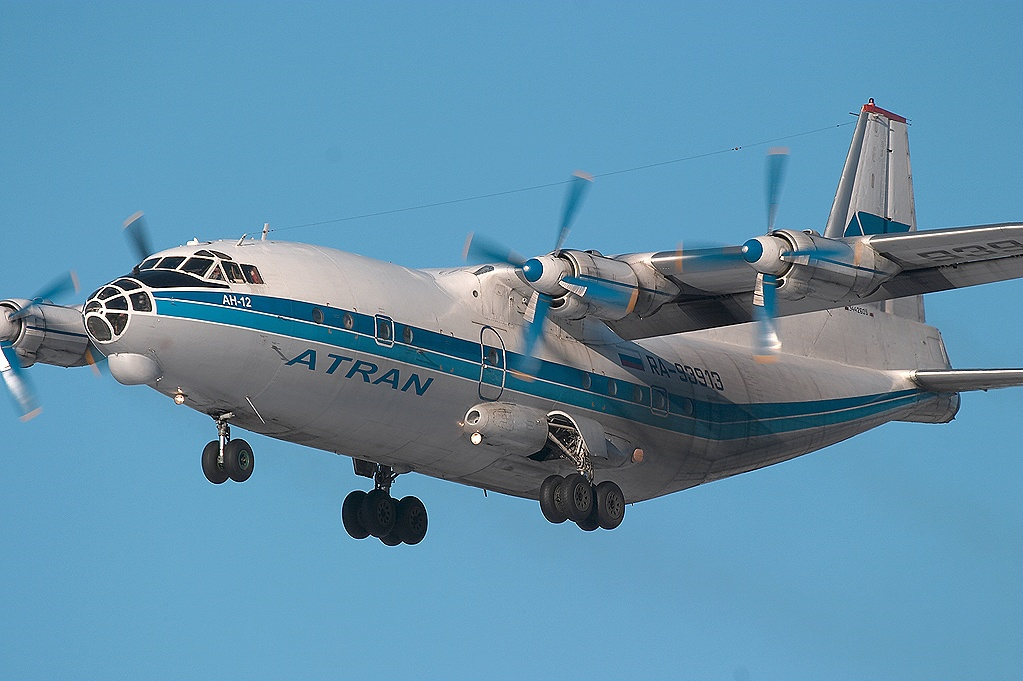
Antonov An-12 d’ATRAN.

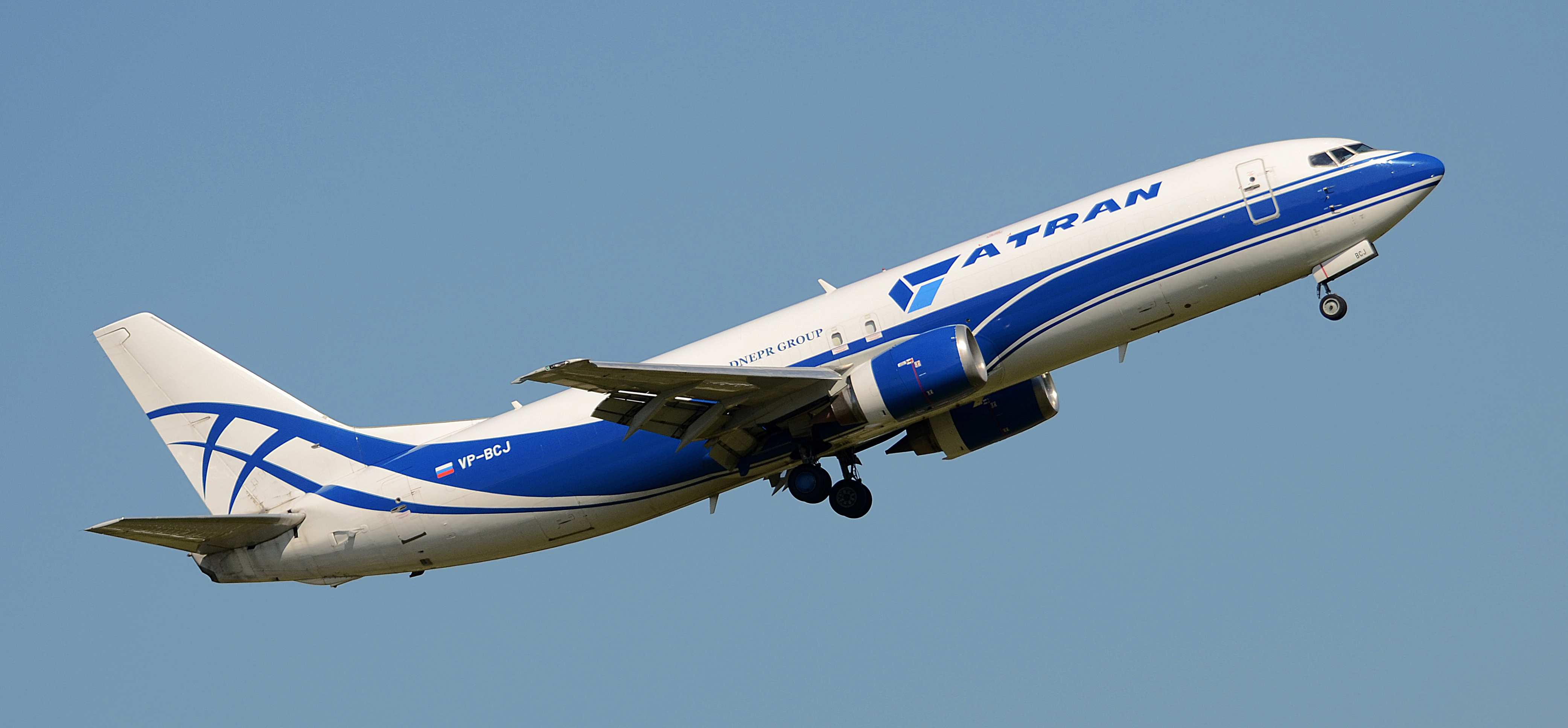
Boeing 737-400F d’ATRAN.

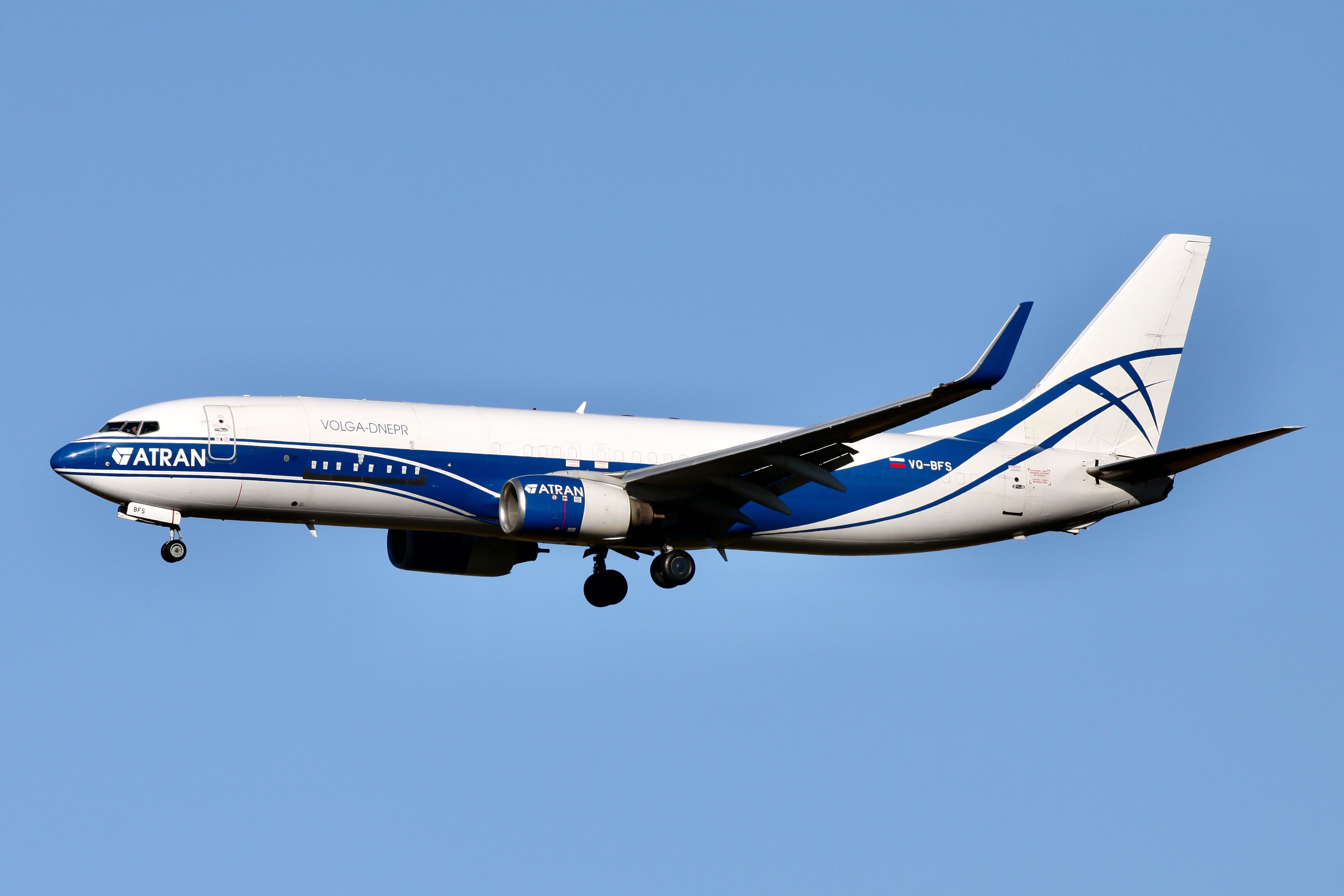
Boeing 737-800BCF d’ATRAN.

### Flotte actuelle
En mai 2024, ATRAN exploite actuellement deux Antonov An-12 : RA-11025 et RA-11371.

### Flotte historique
ATRAN a précédemment exploité les types d’avions suivants :
| Avion              | Introduction | Retrait |
| ------------------ | ------------ | ------- |
| Antonov An-2       | 1973         | 1975    |
| Antonov An-8       | 1969         | 1991    |
| Antonov An-12      | 1970         | Inconnu |
| Antonov An-26      | 1978         | Inconnu |
| Antonov An-32      | 1988         | 1998    |
| Boeing 737-400F    | 2012         | 2022    |
| Boeing 737-800BCF  | 2018         | 2022    |
| Douglas C-47       | 1943         | 1954    |
| Iliouchine Il-14   | 1962         | 1988    |
| Iliouchine IL-76T  | 1984         | Inconnu |
| Iliouchine IL-76TD | 1991         | Inconnu |
| Lisunov Li-2       | 1942         | 1975    |
| Polikarpov Po-2    | 1942         | 1957    |

## Incidents et accidents
- Le 29 juillet 2007, un Antonov An-12 d’Atran (immatriculé RA-93912) s’est écrasé à 4 km de l’aéroport de Domodedovo après avoir décollé pour un vol sur la route Moscou-Omsk-Bratsk, tuant les 7 membres d’équipage[5].
- Le 26 mars 2025, un An-12BK d’ATRAN (RA-11371) est sorti de piste à l’aéroport de Novy Ourengoï à la suite d’une défaillance du train d’atterrissage ; les huit personnes à bord ont survécu[6].